# Francisco de Berganza
Fray Francisco de Berganza y Arce, conocido como Padre Berganza (Santibáñez-Zarzaguda, Burgos,  10 de abril de 1663 - Madrid, 29 de abril de 1738) fue un religioso e historiador español y abad del monasterio benedictino de Cardeña. Se creyó que su nacimiento había tenido lugar en Gumiel de Izán hasta el encuentro de su partida de bautismo donde se aclaraba su procedencia de Santibáñez-Zarzaguda.

## Obra
- Antigüedades de España propugnadas en las noticias de sus reyes, en la corónica del Real Monasterio de San Pedro de Cardeña, en historias, cronicones y otros instrumentos manuscritos que hasta ahora no han visto la luz pública, 2 vols. Madrid, Francisco del Hierro, 1719-1721.

- Ferreras convencido, Madrid, 1729. Obra en la que hace revisión de la historia de Juan Ferreras, tratando puntualmente y con gran erudición los hechos históricos controvertidos.